# Julie Behr
Julie Behr (* 1843 in Berlin; † nach 1873) war eine deutsche Porträt- und Genremalerin, Schriftstellerin und Übersetzerin.

## Leben
Über das Leben von Julie Behr ist nur wenig bekannt. Fest steht, dass sie mit der Familie Behr nach 1843 von Berlin nach London übersiedelte. Anschließend ging sie nach Paris. Ihr dortiger Aufenthalt lässt sich dabei etwa zwischen 1858 und 1864 eingrenzen. In Paris wurde Behr Schülerin von Ary Scheffer. Um 1864 erfolgte dann ein Umzug nach Belgien. In Antwerpen absolvierte sie zunächst eine Ausbildung bei Nicaise de Keyser, später dann bei Louis Gallait in Brüssel. Vor 1873 kehrte sie schließlich wieder nach London zurück. 

## Werke (Auswahl)
- Faust (nach Ary Scheffer), 1860, Verbleib unbekannt
- Gretchen am Spinnrad (nach Ary Scheffer), 1860, Verbleib unbekannt